# Schmidtiana violaceothoracica
Schmidtiana violaceothoracica là một loài bọ cánh cứng trong họ Cerambycidae.